# Dowództwo Komponentu Wojsk Obrony Cyberprzestrzeni
Dowództwo Komponentu Wojsk Obrony Cyberprzestrzeni im. Jerzego Witolda Różyckiego (DKWOC); (do 23 sierpnia 2022 Narodowe Centrum Bezpieczeństwa Cyberprzestrzeni – Dowództwo Komponentu Wojsk Obrony Cyberprzestrzeni (NCBC–DKWOC); do 1 stycznia 2022 Narodowe Centrum Bezpieczeństwa Cyberprzestrzeni im. Jerzego Witolda Różyckiego (NCBC); do 5 marca 2019 Narodowe Centrum Kryptologii (NCK)) – jednostka organizacyjna wojska stanowiąca dowództwo strategiczne i operacyjne, przy pomocy którego wykonuje swoje zadania Dowódca Komponentu Wojsk Obrony Cyberprzestrzeni w Siłach Zbrojnych, odpowiedzialnego za kluczowe obszary związane z konsolidacją kompetencji i zasobów resortu w zakresie: kryptologii, cyberbezpieczeństwa oraz budowy i eksploatacji systemów IT, któremu podlegają jednostki Komponentu WOC, Centrum Zasobów Cyberprzestrzeni Sił Zbrojnych, regionalne centra informatyki oraz Wojskowe Biuro Zarządzania Częstotliwościami. Pełni także rolę CSIRT-MON oraz współpracuje m.in. ze Służbą Wywiadu Wojskowego, Służbą Kontrwywiadu Wojskowego,  Agencją Bezpieczeństwa Wewnętrznego, Agencją Wywiadu, Urzędem Komunikacji Elektronicznej, Wojskowym Instytutem Łączności, Naukową i Akademicką Siecią Komputerową – Państwowym Instytutem Badawczym, Komisją Nadzoru Finansowego, Wojskową Akademią Techniczną, Centralnym Biurem Zwalczania Cyberprzestępczości Policji, Centralnym Ośrodkiem Informatyki, Centrum e-Zdrowia, Poznańskim Centrum Superkomputerowo-Sieciowym, Exatel, Emitel, PKP Telkol oraz Orange Polska.

## Historia
Jedostka została utworzona decyzją ministra obrony narodowej w kwietniu 2013 roku jako Narodowe Centrum Kryptologii. W 2014 roku MON zapowiedziało uruchomienie w ramach NCK Centrum Operacji Cybernetycznych.

Insygnia NCK (2014–2019)
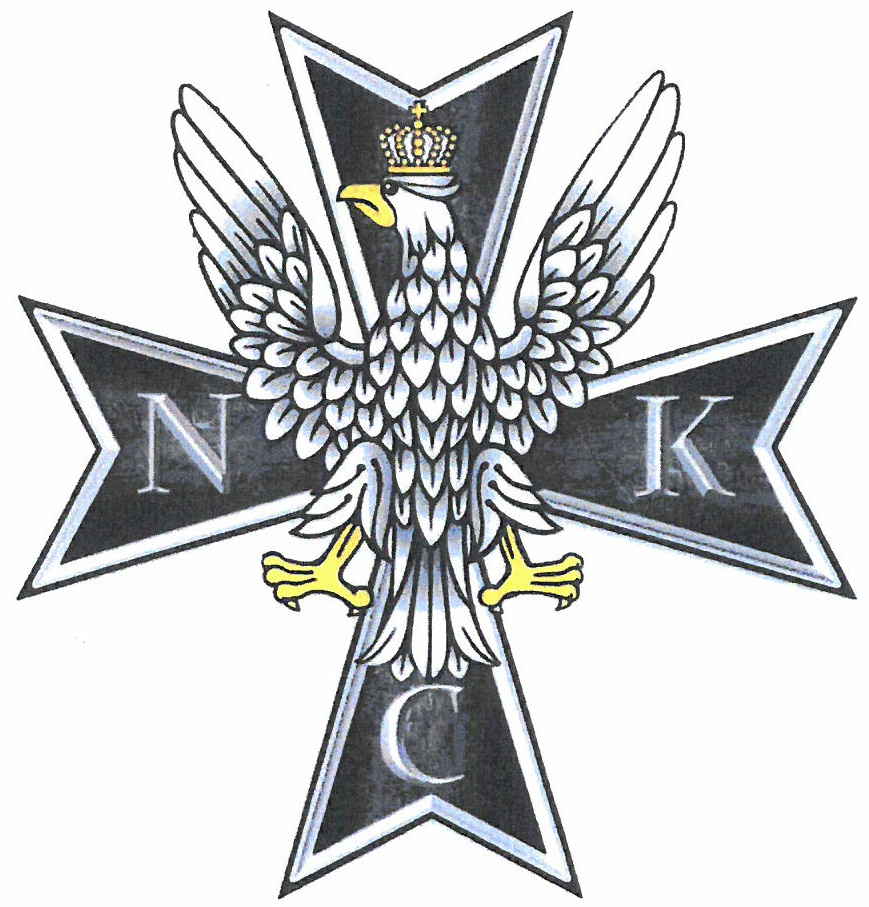
Odznaka pamiątkowa (2014)

Zarządzeniem nr 6/MON z dnia 5 marca 2019 roku Narodowe Centrum Kryptologii zmieniło nazwę na Narodowe Centrum Bezpieczeństwa Cyberprzestrzeni (NCBC). W lutym 2019 roku dyrektorem Centrum został gen. bryg. Karol Molenda, będący jednocześnie pełnomocnikiem MON ds. utworzenia wojsk obrony cyberprzestrzeni. Decyzją Nr 11/MON z dnia 4 lutego 2020 roku patronem NCBC został Jerzy Witold Różycki.

Insygnia NCBC (2020–2022)
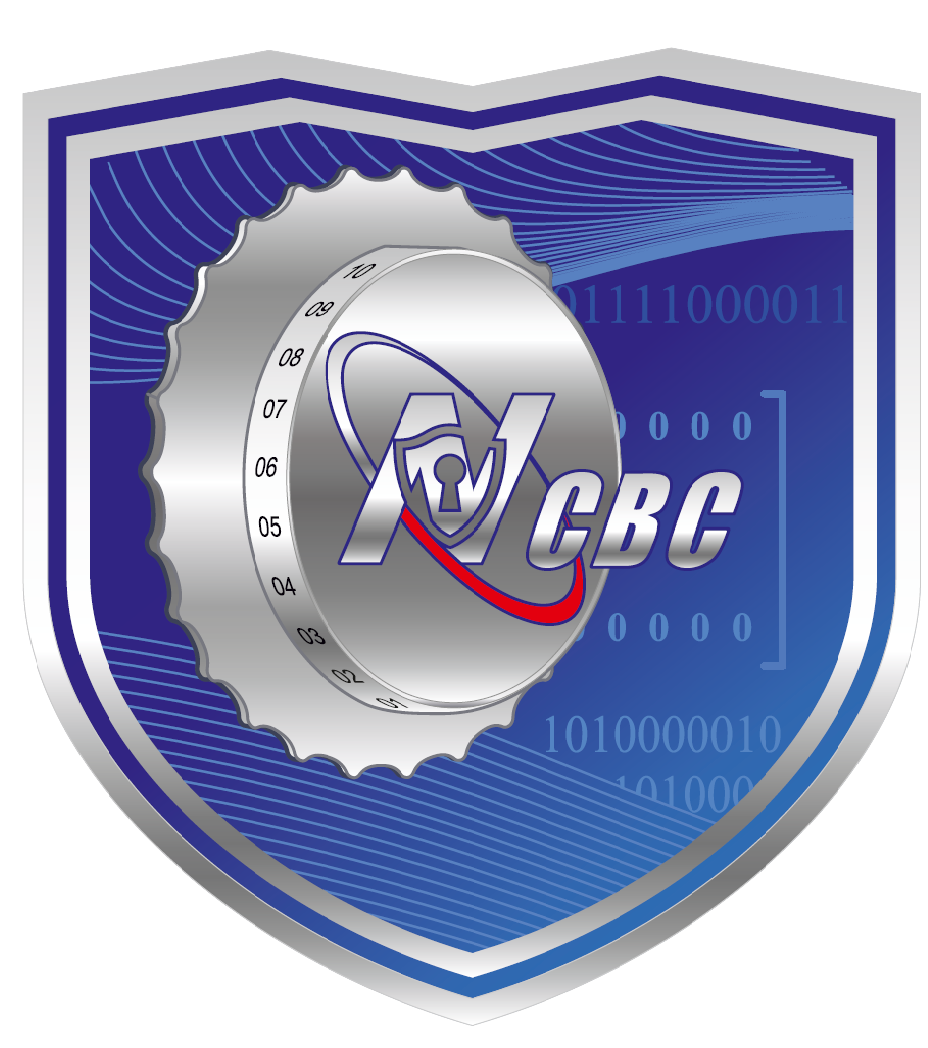
Odznaka pamiątkowa (2020)
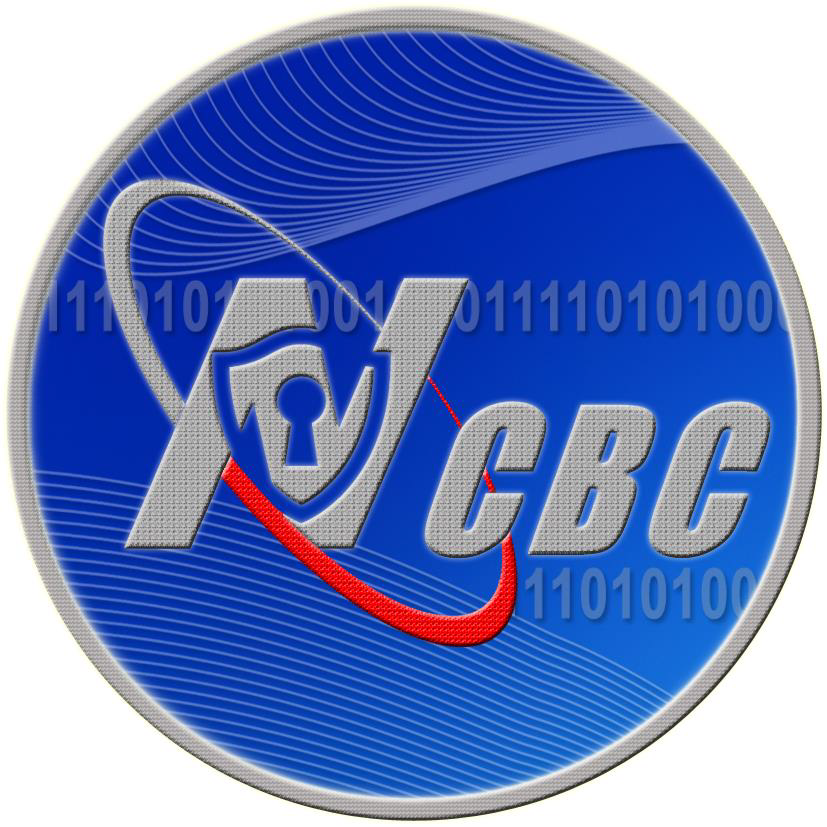
Oznaka rozpoznawcza na mundur wyjściowy
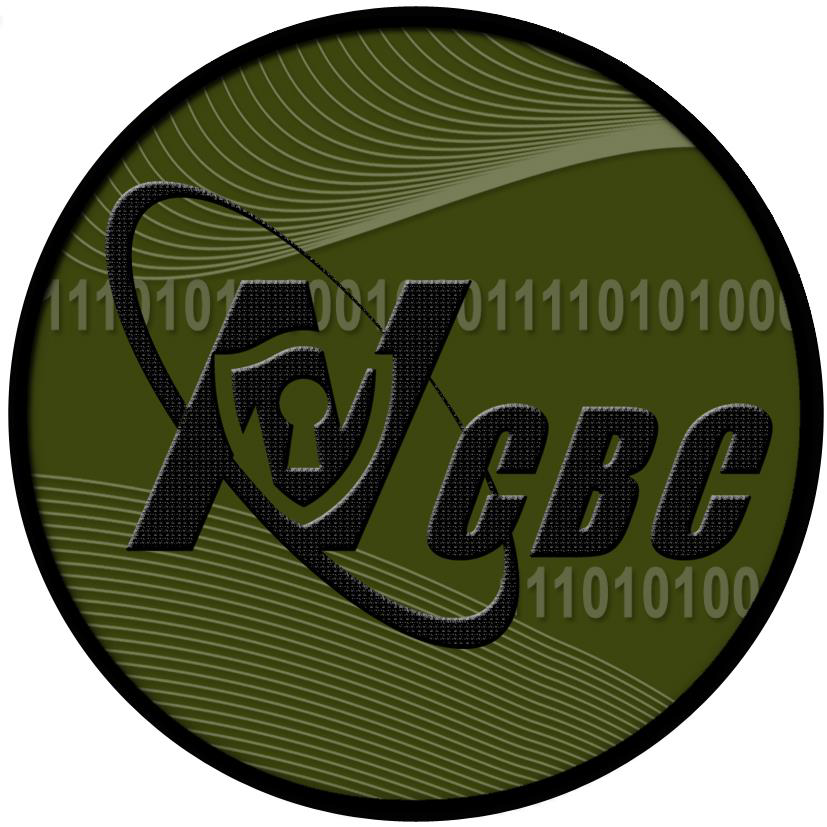
Oznaka rozpoznawcza na mundur polowy
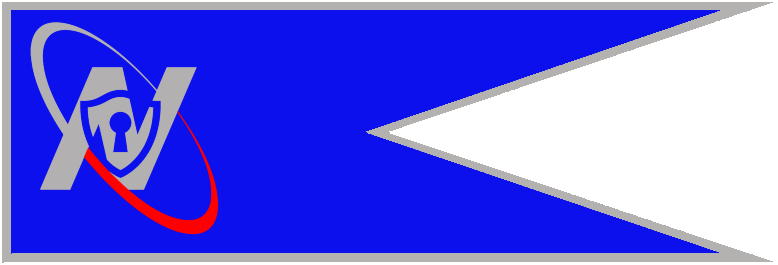
Proporczyk na beret

W dniu 1 stycznia 2022 r. Narodowe Centrum Bezpieczeństwa Cyberprzestrzeni zostało przemianowane na Narodowe Centrum Bezpieczeństwa Cyberprzestrzeni – Dowództwo Komponentu Wojsk Obrony Cyberprzestrzeni w Legionowie, a następnie na mocy Decyzji MON Nr 117/MON z dnia 22.08.2022 r. Narodowe Centrum Bezpieczeństwa Cyberprzestrzeni – Dowództwo Komponentu Wojsk Obrony Cyberprzestrzeni w Legionowie zmieniło w dniu 23.08.2022 r. nazwę na Dowództwo Komponentu Wojsk Obrony Cyberprzestrzeni w Legionowie. Decyzją Nr 66/MON z dnia 19 czerwca 2024 roku DKWOC formalnie przejęło tradycje NCBC, a jego patronem został Jerzy Witold Różycki.

Insygnia DKWOC (od 2023)
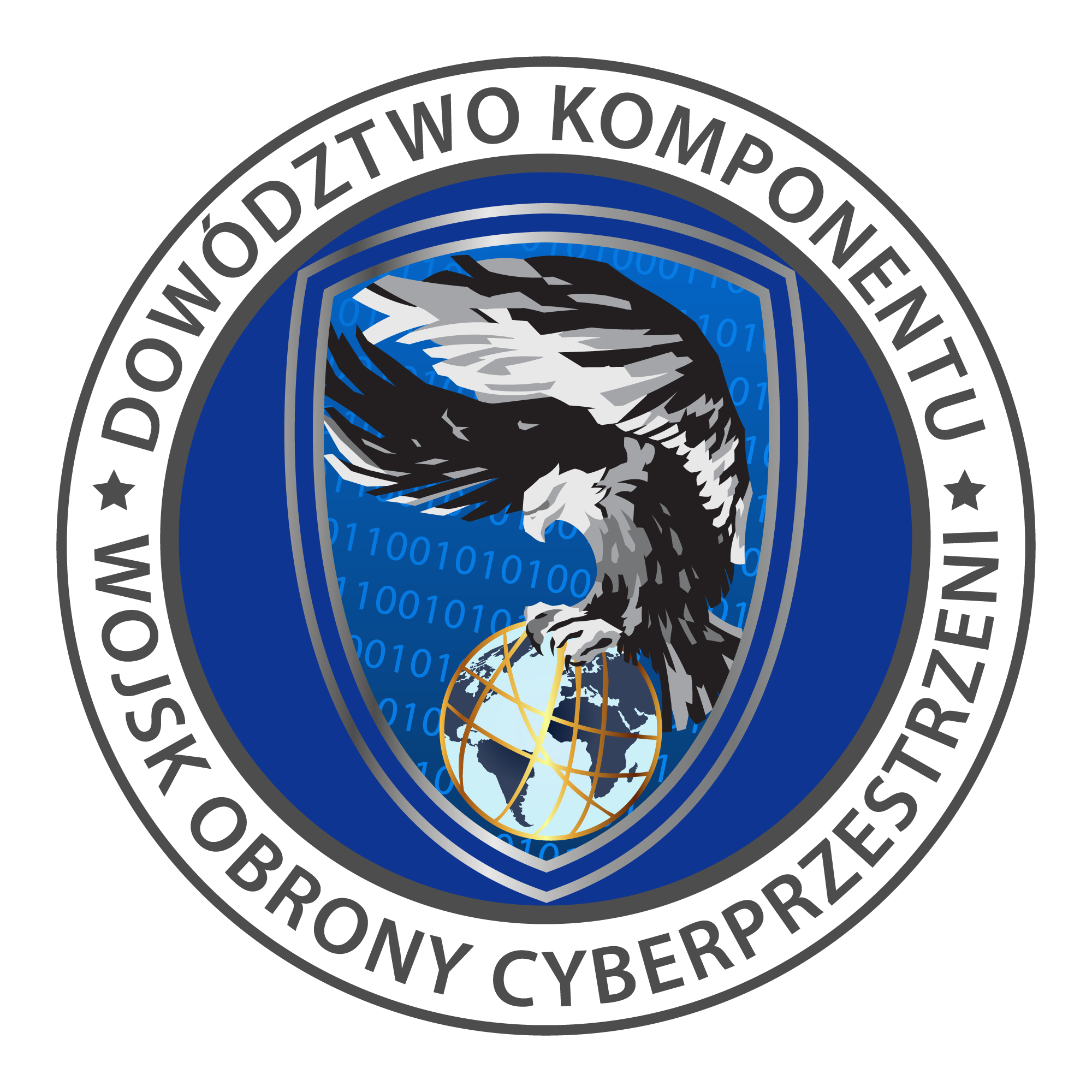
Logo DKWOC (2022)
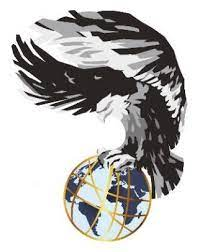
Odznaka pamiątkowa
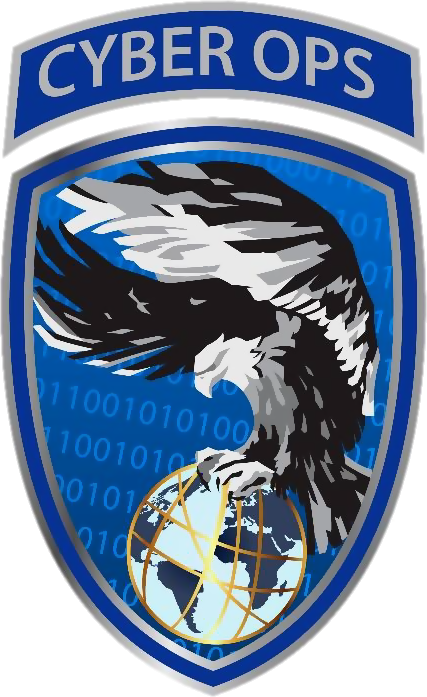
Oznaka rozpoznawcza na mundur wyjściowy
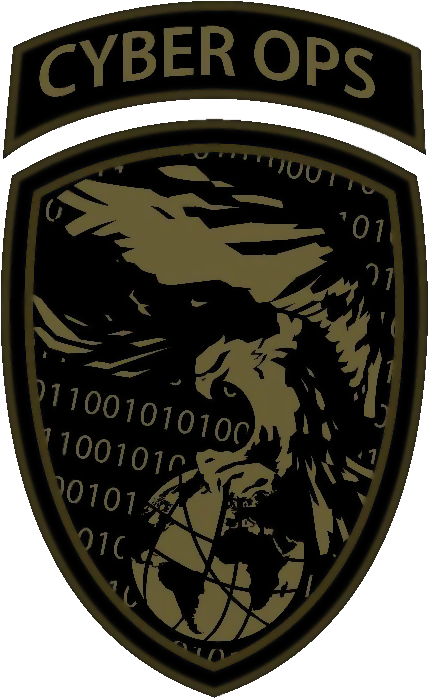
Oznaka rozpoznawcza na mundur polowy
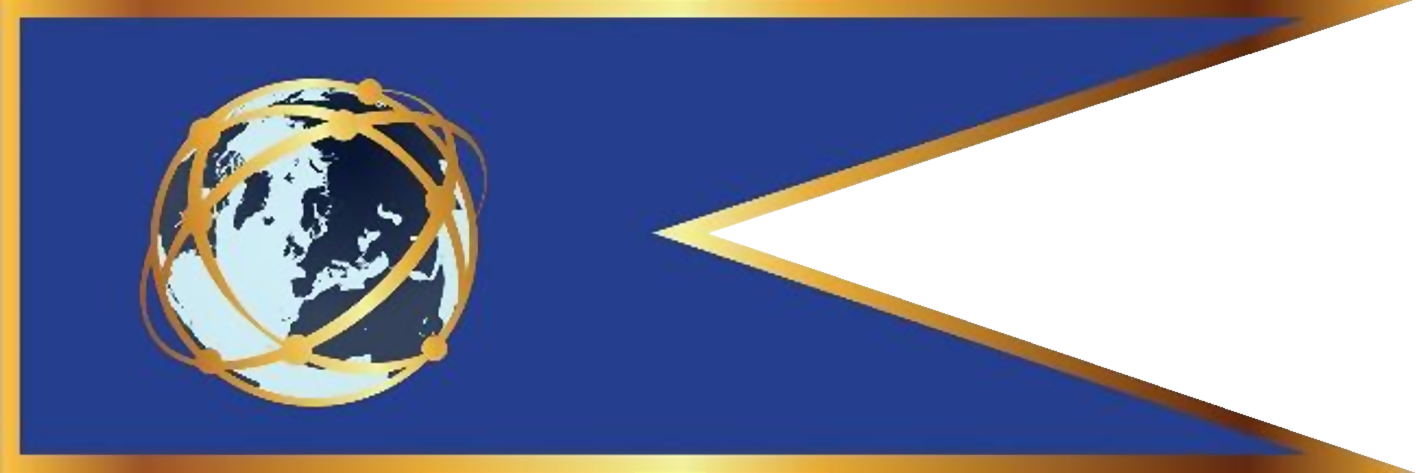
Proporczyk na beret